# Growl (sång)
Growl, Death growl eller Grunt (engelska: "grymtning") är en typ av strupsång som används inom såväl etnisk folkmusik som mongolisk Tuva, tibetansk strupsång och även inom sydamerikansk sångtradition. Inom västvärlden har den under modern tid fått en renässans i och med den extrema metal-scenen.

## Historik och användning
Growl kom att få en renässans i och med black metal där band som Venom och Celtic Frost använde sig av aggressiv sång som närmade sig growl. Sedan dess har sångtekniken utvecklats och förändrats av olika musiker, och är idag den vanligaste formen av sång inom flera metalcore-, black metal- och death metal-genrer. Det finns många olika klanger och användning av growl, från de inom death metal vanliga mörkare growl, till luftigare och distade growl som ofta förekommer inom black metal och goregrindens tidvis mer "rasslande" growl.
Ett skäl till att det oftast är män som använder growl kan vara att de falska stämläpparna som orsakar ljudbildningen är större hos män och kan därför vara lättare att lära sig kontrollera. Dock finns även kvinnor som behärskar growl, till exempel Nozukidaira Io i det japanska bandet J-pop/deathcore-bandet Broken by the Scream, Maria Abaza i det ryska bandet Merlin, Angela Gossow tidigare i Arch Enemy, Alissa White-Gluz (nuvarande i Arch Enemy och tidigare The Agonist), Vicky Psarakis i The Agonist, Cadaveria i Opera IX, Laura Nichol vokalist i Light This City, Otep Shamaya i Otep, Morgan Lander i bandet Kittie samt Maria Brink från In This Moment.

## Death metal
Growl är en typ av extrem sångstil som främst används i death metal samt i en ganska hög grad i Deathcore och skiljer sig från den vokala ljudbildningen av grunt i och med att den saknar inblandning av stämbanden och är således icke-tonande. En av de mest kända growlsångarna är George "Corpsegrinder" Fisher från det amerikanska death metal-bandet Cannibal Corpse.

## Olika sätt att grunta på
- Pig squeal
- Inhale scream – ett slags tekniskt "skrik"
- Over the pencil
- Death grunt – en klangsättning med lågt struphuvud och öppet svalg
- Slayer Howl - en klangton då man gurglar i svalget med halvöppen mun